# Marka fińska
Marka fińska (fiń. markka) – waluta używana w Finlandii od 1861 do 2002. Dzieliła się na 100 penni.
Została zastąpiona przez euro. Kurs wymiany wynosił 1 euro = 5,94573 marki.
Marka została wprowadzona w 1861 jako ćwierć rosyjskiego rubla. Po odzyskaniu niepodległości w 1917 Bank Finlandii uznał markę za oficjalną walutę i oparł jej wartość o parytet złota.